# Pradines, Lot
Pradines, Lot là một xã thuộc tỉnh Lot trong vùng Occitanie phía tây nam nước Pháp.